# Automatic Call Distribution
Eine Automatic Call Distribution (englisch für automatische Anruf-Verteilung; auch ACD-Anlage/ACD-System) verteilt die über die Telefonanlage eingehenden Anrufe von Kunden („Inbound-Telefonie“) eines Unternehmens auf die einzelnen Mitarbeiter im Kundenservice. Dabei kann es sich um eine interne Kundenserviceabteilung oder einen externen Dienstleister handeln (Callcenter). Ist aktuell kein Mitarbeiter frei, landet der Anrufer in der Warteschlange.

## Einsatz
Mithilfe der ACD-Software definieren Kundenservice-Verantwortliche die Regeln zur Verteilung („Routing“) der Kunden-Anfragen. Dazu zählt etwa das „Longest Idle-Prinzip“ – der am längsten wartende Anrufer wird zu dem Mitarbeiter durchgestellt, dessen letztes Gespräch am längsten zurückliegt. Alternativ lassen sich Anfragen u. a. auch nach Dringlichkeit/Relevanz oder Kundenanliegen verteilen. Hierzu werden beispielsweise in einem vorgeschalteten Sprachmenü (Interactive Voice Response, IVR) Stichwörter wie „Bestellung“, „Frage zu Rechnungen“, „Technische Probleme“ oder „Beschwerde“ angeboten. Zur Verteilung nutzt eine ACD dann bestimmte „Skills“ der Mitarbeiter, also Fähigkeiten und Qualifikationen wie Sprachkenntnisse, technische Kenntnisse etc. und stellt die Anfragen entsprechend sortiert den Mitarbeitern zu („skillbasierte Verteilung“). Bei standortübergreifenden ACD-Lösungen (siehe Cloud-ACD) ist beispielsweise auch eine Verteilung der Anfragen nach der Region möglich. Dabei wird anhand der Ortsvorwahl des Anrufers die Verbindung zum jeweils regional am nächsten liegenden Kundenservice-Center hergestellt. Zudem bietet eine ACD in der Regel Features wie feste oder dynamische Warteschlangen, Überlaufregelungen, Kontaktgründe, Textbausteine, Telefon-Leitfäden, Routingpläne, voreingestellte Routing-Kriterien zur Auswahl u.v.m.

### Statistik und Reporting
Moderne ACD-Software erfasst zahlreiche Parameter wie etwa die Anruf-Uhrzeiten, Wartezeiten der Anrufer, Verbindungsdauer/Bearbeitungszeit, Nachbearbeitungszeit, Pausenzeiten, Status der Mitarbeiter (etwa „belegt“; „frei“; „Pause“ etc.), abgebrochene Anrufe (wenn ein Anrufer wieder auflegt, ehe er mit einem Mitarbeiter verbunden wurde), Ursprung der Anrufe u.v.m. Diese Daten können nach Kriterien gefiltert und zugeordnet werden, etwa nach Standorten, Gruppen, Mitarbeitern, Projekten oder Zeiträumen und dienen der statistischen Auswertung der Service-Leistung. 

### Qualitätssicherung
Zur Qualitätsverbesserung bei der Kontaktbearbeitung ermöglichen ACD-Lösungen beispielsweise Call-Recording (Anrufaufzeichnung einzelner, ausgewählter oder aller Telefonate), Screen-Recording (Bildschirmaufzeichnung des ganzen Bildschirms oder einzelner Anwendungen bzw. Bereiche) und Monitoring (Mithören) bei der Kontaktbearbeitung. Beim Einsatz solcher Lösungen muss jedoch vorab die Zustimmung des Mitarbeiters bzw. des Anrufers eingeholt werden. Mitunter bieten ACD-Systeme auch die Möglichkeit, direkt im Anschluss an einen Kundenkontakt eine Kundenzufriedenheitsbefragung per Voice oder im Web durchzuführen. Dabei wird der Teilnehmer entweder am Telefon abgefragt oder er erhält zum Abschluss etwa eines E-Mail-Kontakts oder Chats einen Link zu einer schriftlichen Befragung. 
Kundenbefragungen können manuell durch den Mitarbeiter initiiert und durchgeführt werden oder halbautomatisch/vollautomatisch erfolgen. Automatisierte Befragungen sind in der Regel preiswerter als manuell durchgeführte Befragungen und reduzieren die Manipulationsmöglichkeiten durch Mitarbeiter. Andererseits ist die Bereitschaft von Kunden, an einer persönlichen Befragung durch einen Mitarbeiter teilzunehmen, in der Regel größer, was zu einer höheren Teilnahmequote bei einer Kundenbefragung führt. 

### Kanalübergreifende Lösungen
Waren ACD-Systeme anfänglich nur für die Verteilung von telefonischen Anfragen zuständig, sind moderne ACD-Lösungen heute in der Lage, quasi jede Form von Kundenanfragen in die Verteilung einzubinden. Solche so genannten „Multichannel ACD“ oder „Omnichannel-Lösungen“ verteilen neben Anrufen auch E-Mails, gescannte Faxe und Briefe, SMS, Vorgänge aus externen Systemen (CRM/ERP), Einträge aus Facebook und Twitter, WhatsApp-Anfragen oder eingehende Chat-Anfragen im Live Support. Idealerweise können die Mitarbeiter im Kundenservice die Anfragen aller Kanäle dann in nur einem Benutzer-Frontend („Client“) bedienen. In modernen ACD-Anlagen können  mehrere tausend Nutzer, beliebig viele Gruppen und Mailboxen eingerichtet werden.

## Betriebsarten

### On Premises
Als lokale oder On Premises-Anlage bezeichnet man eine physische Anlage vor Ort. Diese eignet sich für Unternehmen, bei denen Anrufe ausschließlich und dauerhaft an einem Standort fallabschließend bearbeitet werden, das Anrufvolumen hoch und gleichmäßig ist. 

### Cloud-ACD
Wird eine ACD nicht als physische Anlage, sondern als webbasierte oder cloudbasierte Lösung über das Internet genutzt, spricht man von einer „Cloud-ACD“, einer „Virtual ACD“ oder einem „virtuellen Callcenter“. Service-Mitarbeiter müssen nicht gemeinsam am selben Standort sitzen, um Anfragen über die ACD zu erhalten, sondern werden standortübergreifend überall in die Verteilung und Bearbeitung eingebunden. Dabei greifen alle Mitarbeiter an allen Standorten gleichzeitig auf dieselbe Lösung zu. Nutzen Unternehmen zusätzlich zur ACD eine webbasierte Personaleinsatzplanung bzw. ein Workforce Management, lassen sich die Daten der ACD und des Workforce Managements im Idealfall miteinander verknüpfen, etwa zu Abrechnungszwecken. Cloudbasierte ACD-Leistungen werden meist flexibel „pay per use“ abgerechnet, also nach dem tatsächlich bearbeiteten Anruf-/Minutenvolumen. Eine Cloud-ACD eignet sich für Unternehmen, die Schritt für Schritt ihren Kundenservice aufbauen wollen, bei denen Anrufmengen stark schwanken bzw. wachsen. Geeignet ist eine Cloud-ACD auch, wenn eine standortübergreifende Lösung benötigt wird, um mehrere Standorte und/oder Heimarbeitsplätze einzubinden oder im Falle eines Ausfalls der On-Premise ACD eine Übergangs- oder Fallback-Lösung zu schaffen. 
Ein wichtiges Kriterium bei der Auswahl von Cloud-Dienstleistern ist laut Bitkom das Thema Datenschutz, insbesondere die Forderung, dass Daten innerhalb der EU bzw. in Deutschland verbleiben und die Dienstleister den Anforderungen der Datenschutz-Grundverordnung (DSGVO) genügen.